# سامی هوری
سامی هوری (انگلیسی: Samy Houri؛ زادهٔ ۹ اوت ۱۹۸۵) بازیکن فوتبال اهل فرانسه است.
از باشگاه‌هایی که در آن بازی کرده‌است می‌توان به باشگاه فوتبال سن-اتین، باشگاه فوتبال قسنطینه، باشگاه فوتبال اوستنده، و باشگاه فوتبال پاریس اشاره کرد.